# Philip Heintz
Philip Heintz, né le 21 février 1991 à Mannheim, est un nageur allemand, spécialiste des épreuves de quatre nages.

## Biographie
Lors des Jeux olympiques de 2012, il participe au 200 m quatre nages, mais ne passe pas la barrière des séries, étant éliminé avec le vingt-septième temps. Fin 2013, il obtient sa première médaille internationale en gagnant le 200 mètres quatre nages aux Championnats d'Europe en petit bassin.

## Palmarès

### Championnats d'Europe
Grand bassin
- Championnats d'Europe 2014 à Berlin (Allemagne) :
  -  Médaille d'argent sur 200 m quatre nages
- Championnats d'Europe 2018 à Glasgow ( Royaume-Uni) :
  -  Médaille d'argent sur 200 m quatre nages

Petit bassin
- Championnats d'Europe 2013 à Herning (Danemark) :
  -  Médaille d'or sur 200 m quatre nages
- Championnats d'Europe 2015 à Netanya (Israël) :
  -  Médaille d'argent sur 200 m quatre nages